# Тролчета: Купонът продължава
„Тролчета: Купонът продължава“ (на английски: Trolls: The Beat Goes On!) е американски анимационен сериал, продуциран от DreamWorks Animation, който е базиран на компютърно анимирания филм „Тролчета“. Сериалът е пуснат ексклузивно по Netflix на 19 януари 2018 г. и приключва на 22 ноември 2019 г.
В България сериалът е излъчен на 19 ноември 2021 г. по bTV Comedy, всяка сутрин от 7:00 ч.
| Обработка           | Саунд Сити Студио                                                             |
| ------------------- | ----------------------------------------------------------------------------- |
| Озвучаващи артисти  | Никол Карабинова Стефани Алдимирова Борис Кашев Сотир Мелев Константин Лунгов |
| Преводач            | Светлана Комогорова-Комата                                                    |
| Тонрежисьор         | Светослав Димитров                                                            |
| Режисьор на дублажа | Тодор Георгиев                                                                |